# 井元まほ
井元 まほ（いもと まほ、1992年9月29日 - ）は、日本の女優、ファッションモデル。
大阪府大阪市出身。エイベックス・マネジメント所属。

## 人物
- 関西のショーに出演した際、今の事務所スカウトされ芸能界入りを決意。
- 特技は2歳の頃から続けている登山をすること。趣味はカメラと自分の世界観を表現するスクラップブック作り。[2]
- アイドルはリトルマーメイドのアリエル。[2]
- 好きな食べ物は梅干し[3]

## 出演

### テレビ
- お願い!モーニング（2015年1月 - 2015年3月(番組が終了)テレビ朝日）

### ドラマ
- 夜間飛行（2013年、UULA配信） - ルミ役
- 湯けむりバスツアー 桜庭さやかの事件簿（2014年4月28日、TBS）
- 大貧乏 第9話（2017年3月5日、フジテレビ）

### 舞台
- ジュリエット通り（2014年10月8日 - 11月30日、シアターコクーン/コスモスシアター/シアターBRAVA！）- カンナ役）[4]
- 東京俳優市場（2012冬）第一話「小さな小さなお茶会」りさこ役

### CM
- ユニ・チャーム「センターイン」（2014年9月 - ）

### ミュージック・ビデオ
- TSUYOSHI「Love you better」（2014年7月23日）
- ビッケブランカ「Slave of Love」（2016年11月1日）

### イベント
- Girls Award（2013年10月8日）[5][出典無効]

### WEB
- ニコニコ生放送特番「ドレスコーズ、志磨遼平とおんな」（2014年12月10日） - 彼女役[6][出典無効]

### 雑誌
- ディズニーNAVI(講談社、2012年夏号-2013年夏号)

## 書籍

### 雑誌連載
- シアターガイド（2014年10月2日） - ジュリエット通り